# ギャップダイナミクス
ギャップダイナミクス (gap dynamics) とは、森林生態学用語の一つ。安定した状態にある森林であっても部分的に破壊されて一部分で遷移が退行すること。および退行した遷移が再び進行することを指す。

## 概要
森林におけるギャップとは林床の暗い森林に出来た林床まで光が差し込む隙間である。極相を迎えた極相林では、通常、背の高い陰樹により林冠が形成され、林内は暗い状態であり多くの稚樹は成長できない。この状態で高木がなんらかの状態で枯死した場合、林床まで光が差し込む隙間が生まれ新たな幼木が生長できる空間（これをギャップという）が出来る。このように生まれたギャップでは陽樹やパイオニア的樹木が発芽する。それらが背を伸ばした後に、次第に陰樹が伸びて、簡単ながら遷移をしつつ元の森に戻るであろう。その過程をギャップダイナミクス、またはパッチダイナミクスという。ギャップダイナミクスは森林の維持、森林生態系の多様性の維持として非常に重要なものであると考えられている。
植生遷移は遷移が進むと次第に陰樹の森となり林床では陰樹の苗しか成長できず、森林はあまり変化せずにその状態（極相）を保っていると考えられているが、これは理論的な話であり実際にはギャップの形成によって部分的には若返りながら存在していることが明らかになっている。

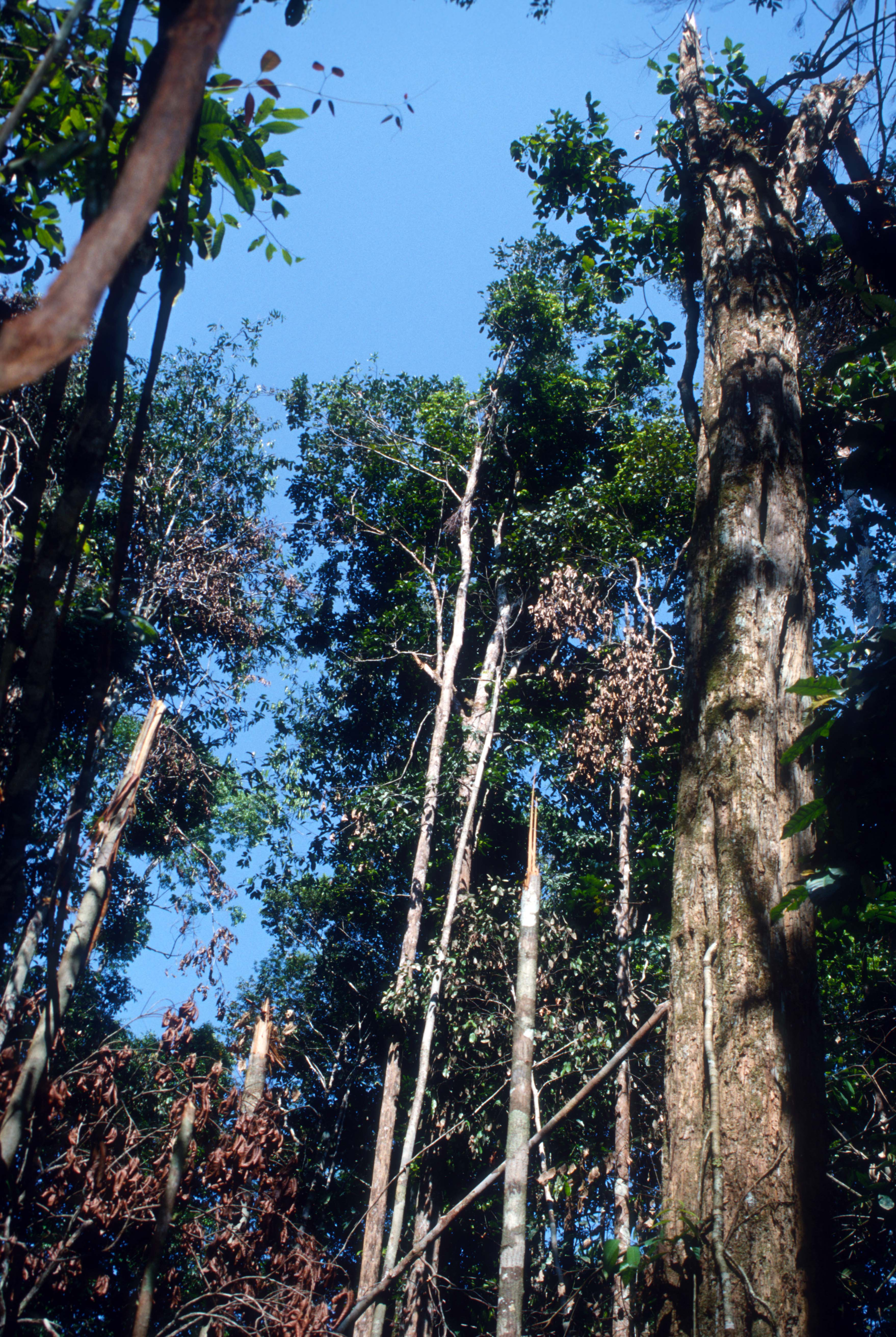
高木の樹冠が消失しギャップが形成された森林（アマゾン）
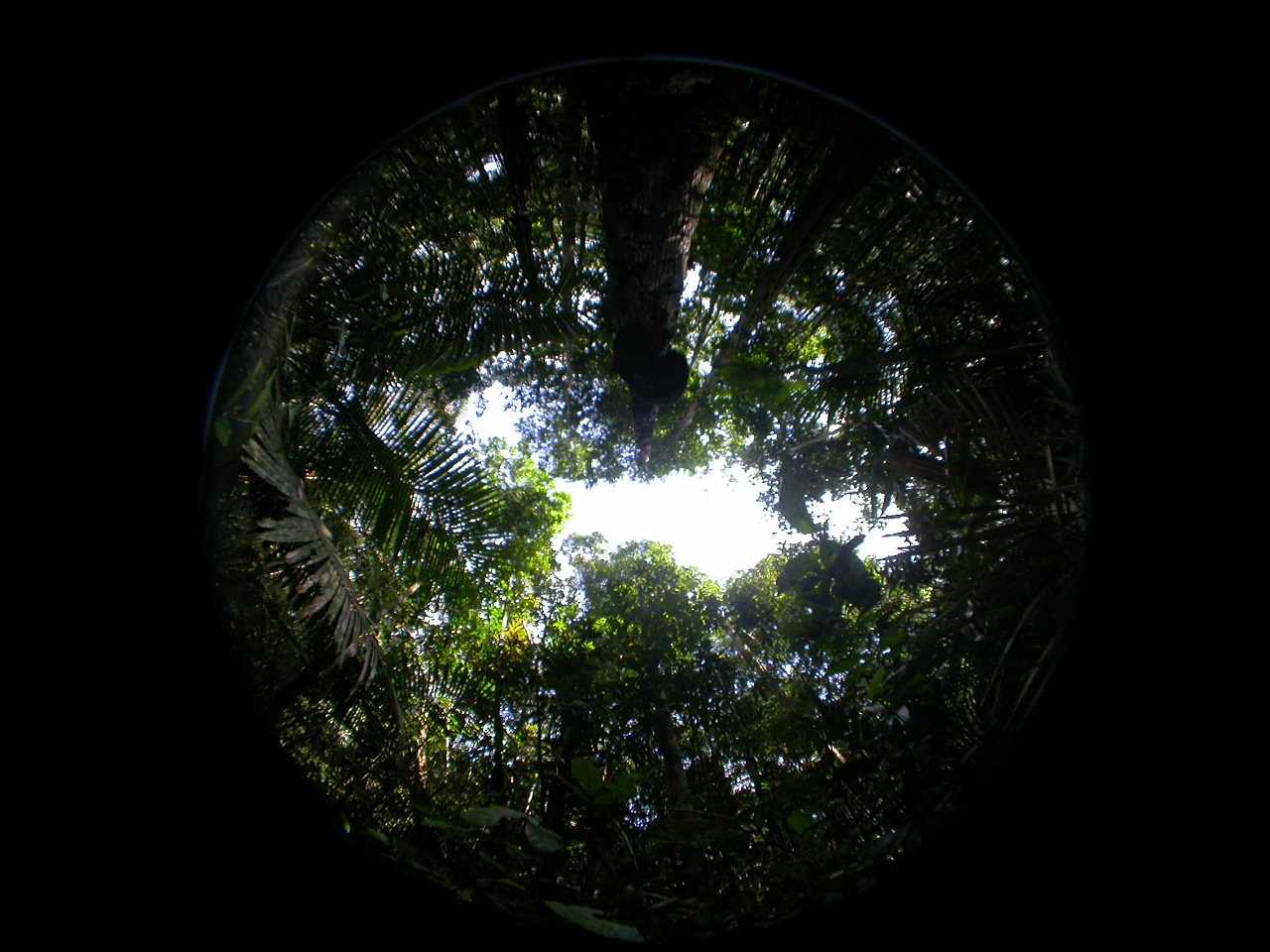
林冠に形成されたギャップ
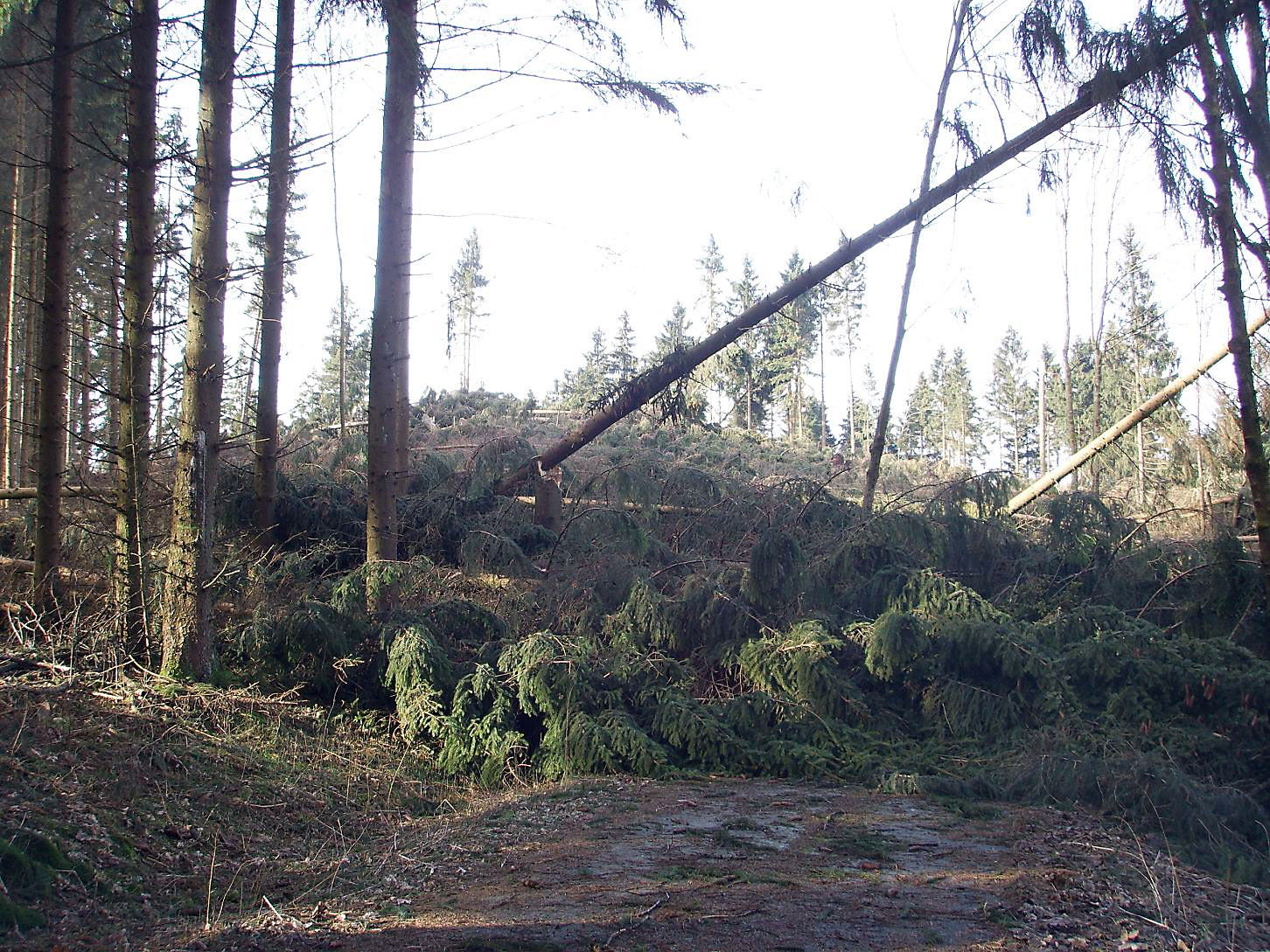
強風により大規模なギャップが生じた森林（ドイツ）
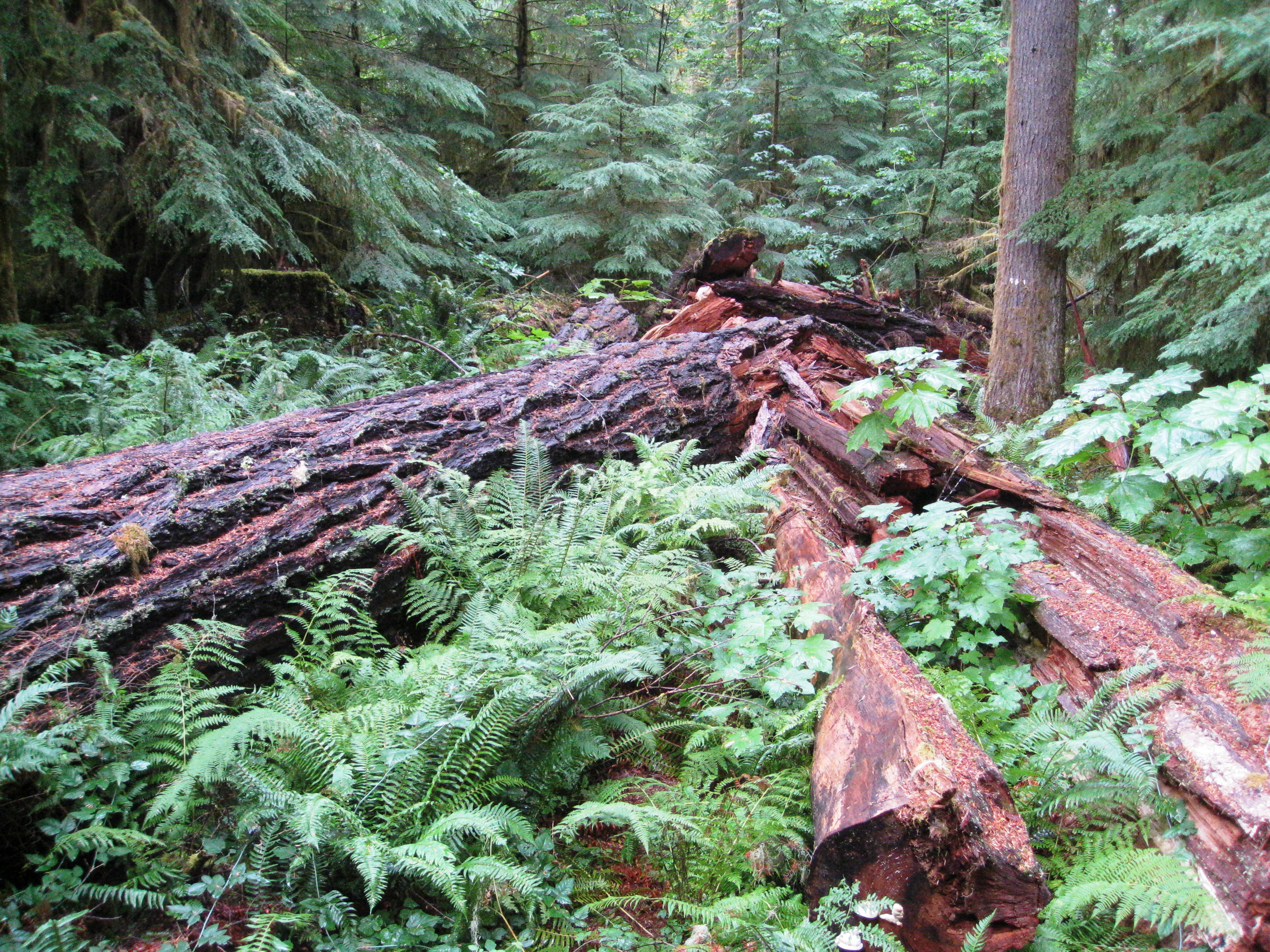
倒木の周囲で稚樹が育っている（アメリカ）

## 光環境と植生
ギャップ形成後の植生はギャップの大きさに左右され、その後のギャップダイナミクスに大きく影響する。植物によってギャップ形成を待つ戦略、ギャップ形成後の成長戦略も異なっている
。

### 火災で発芽する種子の形成
マツ科やヒノキ科の一部の種、ヤマモガシ科やフトモモ科などの多くの種に知られる方法である。火災の熱で果実や種子を包む蝋状の物質が融けることで種子を散布する仕組みになっている。極相林におけるギャップダイナミクスというよりはより広範囲の破壊的な攪乱（山火事など）を期待した戦略である。日本ではここまで火災に適応した種は知られていないが、火災が頻発するような土地ではアカマツやコナラ属などが優勢になることがしばしば指摘される。

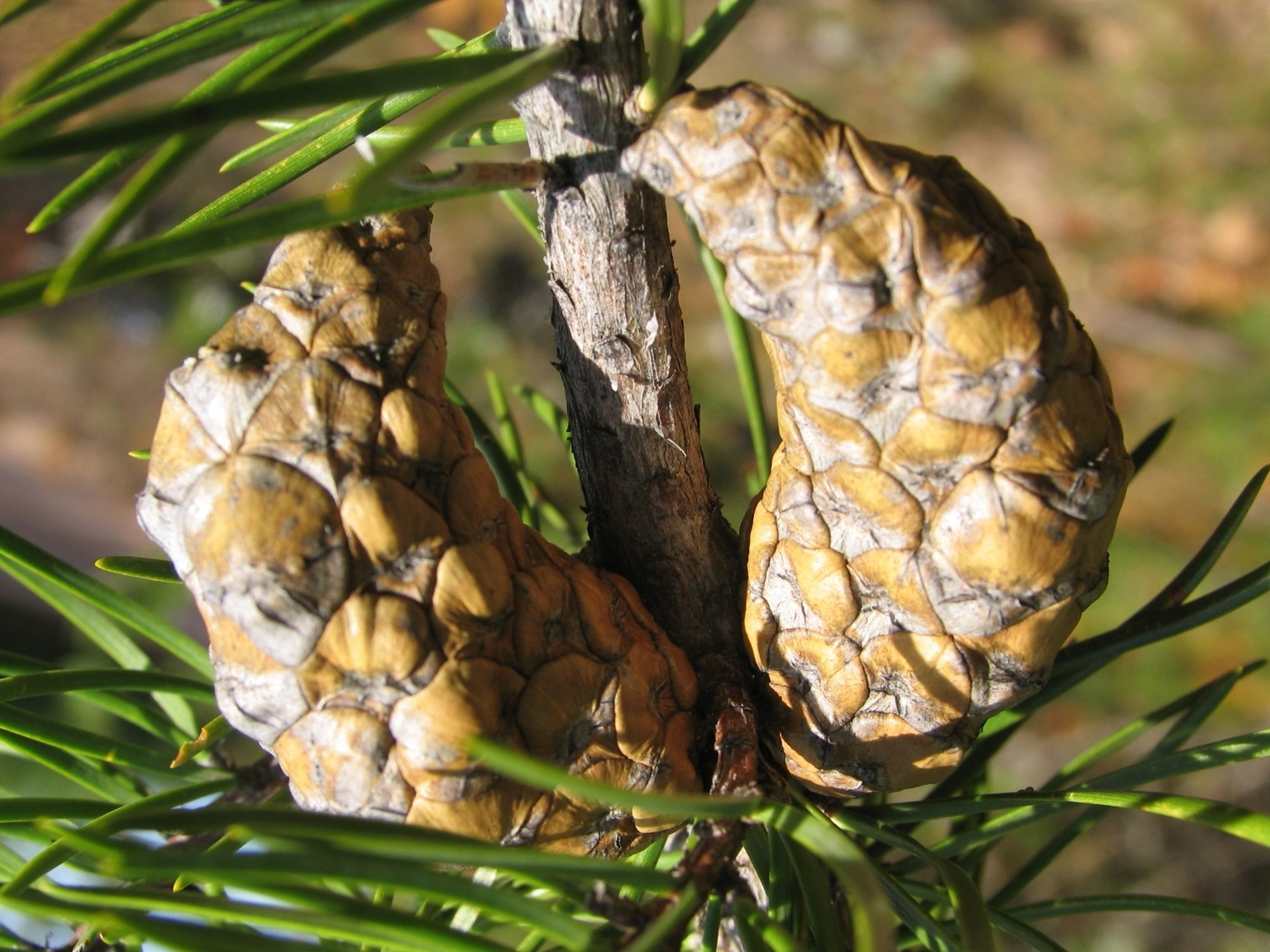
火災の強熱を受けないと開かないバンクスマツの球果（松かさ）
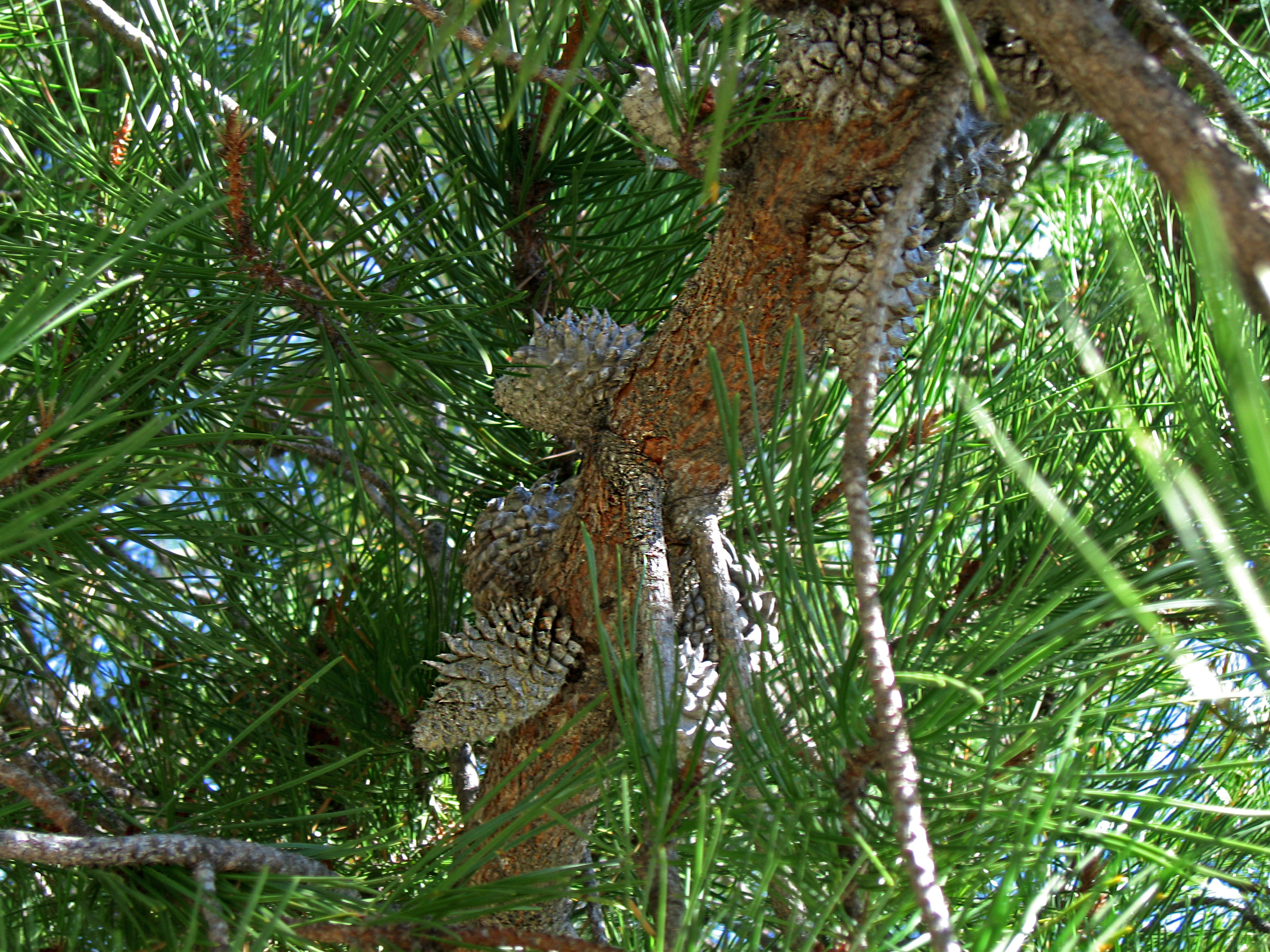
樹上に何年も付いたままのマツの一種Pinus muricataの球果
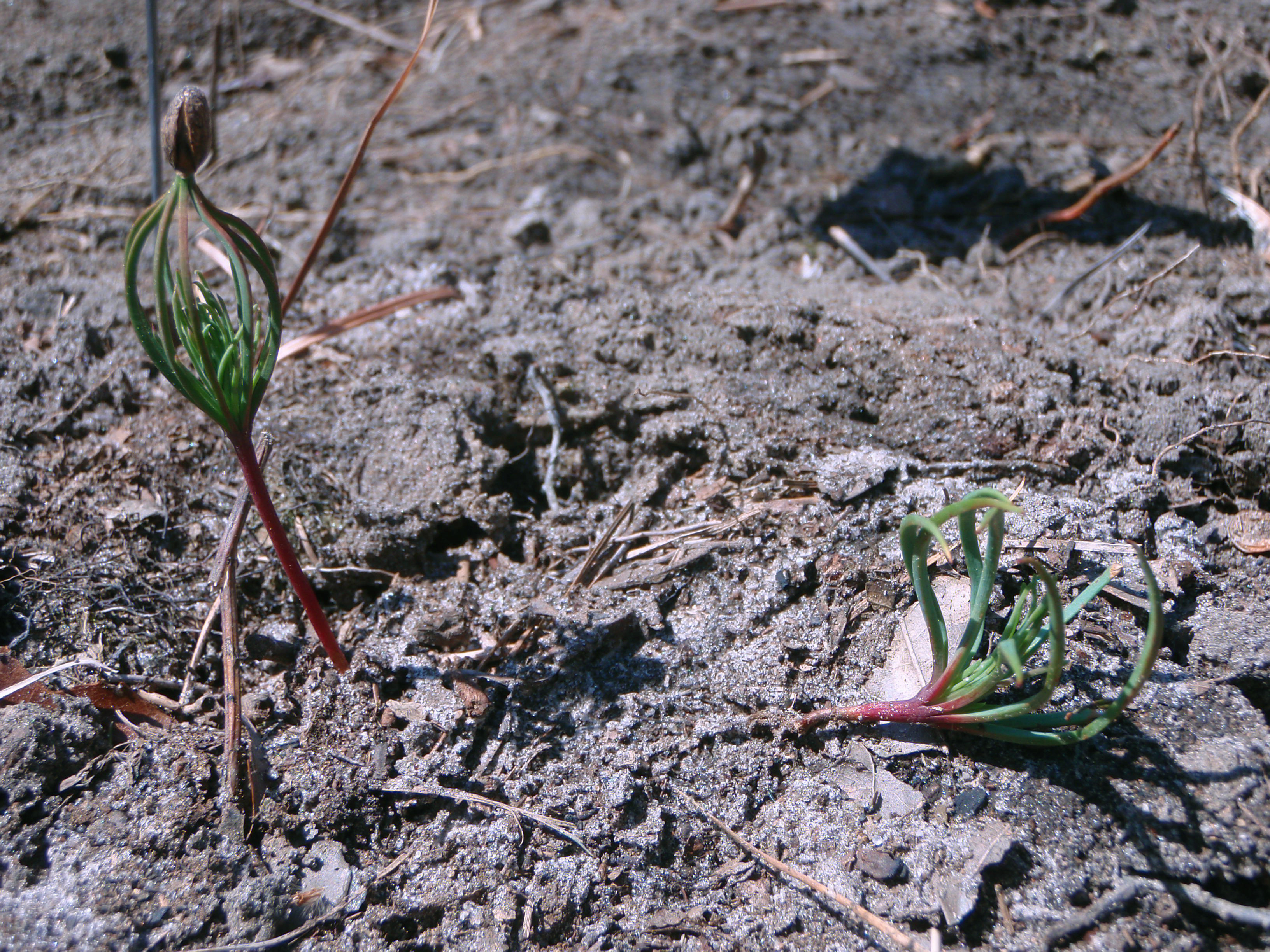
火災後の土壌で発芽したダイオウマツ（Pinus palustris）
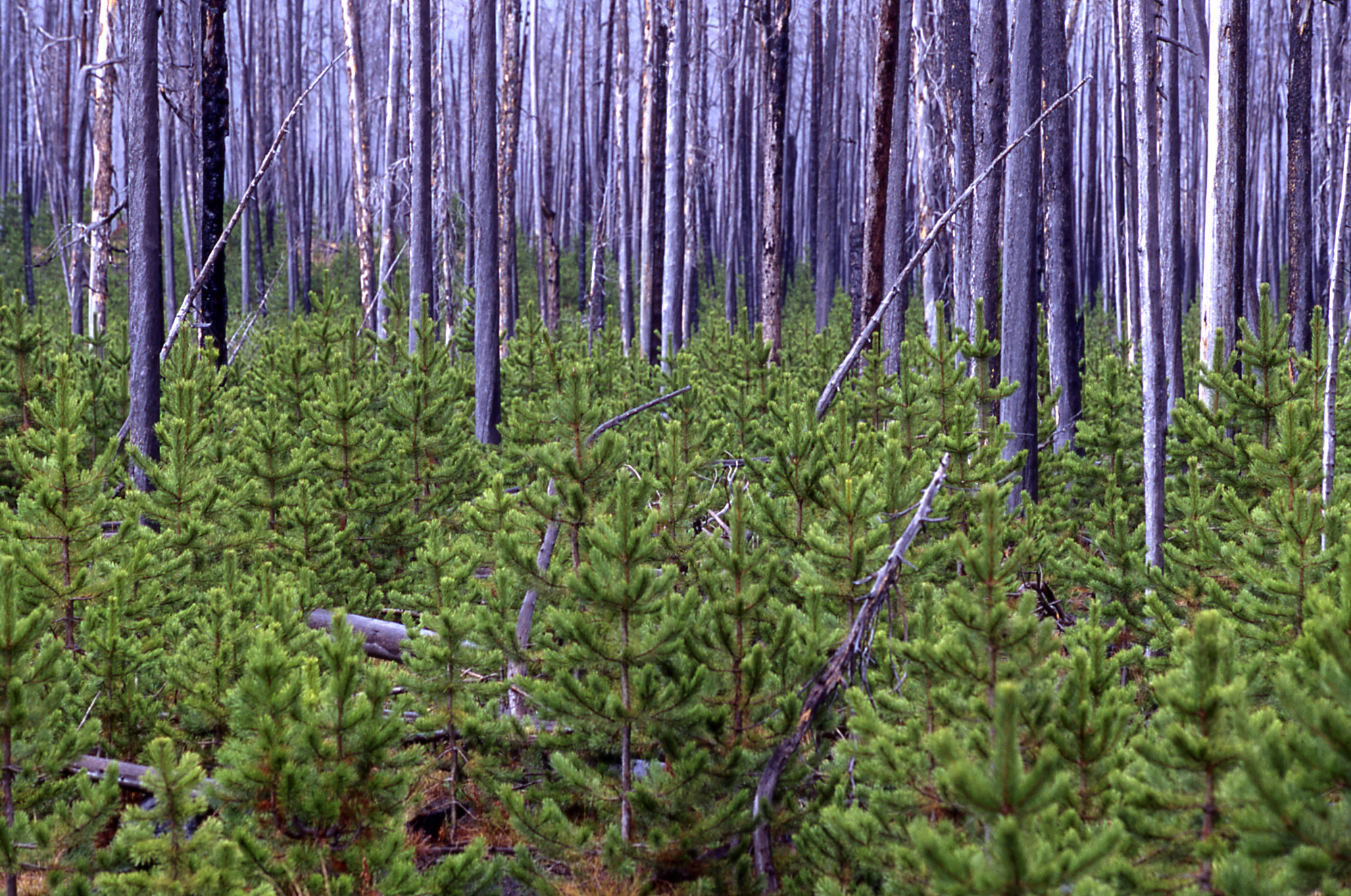
火災後一斉に生えてきたコントルタマツPinus contrta
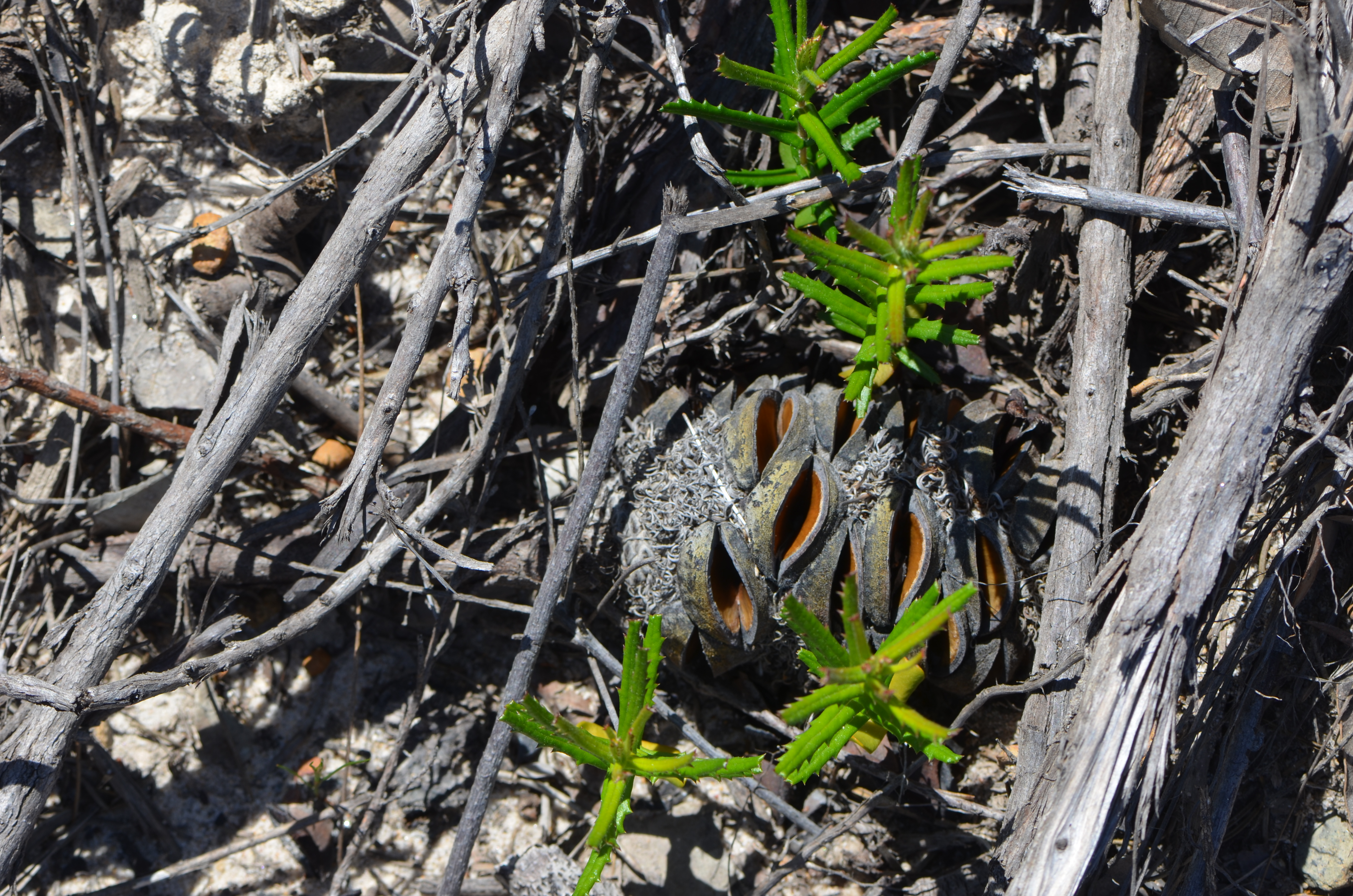
火災後にみられるバンクシア（ヤマモガシ科）の発芽
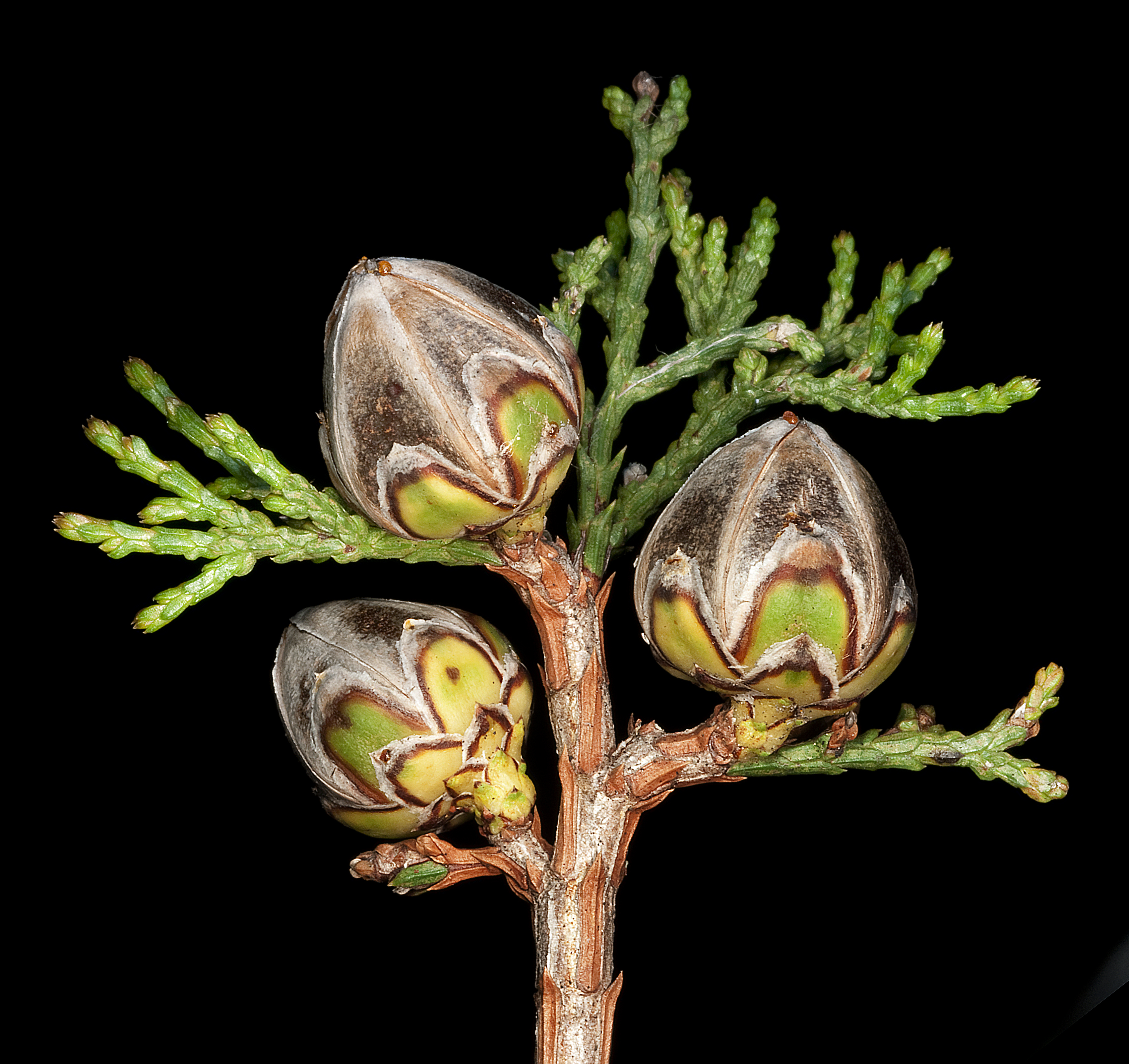
ヒノキの仲間Actinostrobus pyramidalisの球果も火災の熱で開くタイプ

### 土壌シードバンク形成
長期休眠可能な種子を散布することで土壌中に土壌シードバンク（soil seed bank）を形成し好適な条件になったときに発芽する戦略を持つものである。カバノキ属（Betula）などが知られる。山火事でも地中の温度はあまり上がらないことなどの大規模な攪乱にも比較的対応しやすい戦略だと見られている。

### 耐陰性の強い苗木
土壌シードバンクではなく発芽した実生状態でギャップの形成を待つもの。暗い林床でも数年から数十年は生存しギャップの形成を待っているが、生存期間内に十分なギャップが形成されない場合は枯死する。陰樹と呼ば
れるものが多い。小さめのギャップであっても反応しやすい利点があるとされているが、実生苗で待機するため山火事には弱い。
マツ科のモミ属（Abies）やブナ科ブナ属（Fagus）が代表的。東北地方におけるブナ属などは火災の比較的少ない日本海側では優勢であるが、火災が多い太平洋側では同じブナ科でもコナラ属の方が優勢である。モミ属の実生は暗い場所と明るい場所では形態を大きく変えることで知られる。

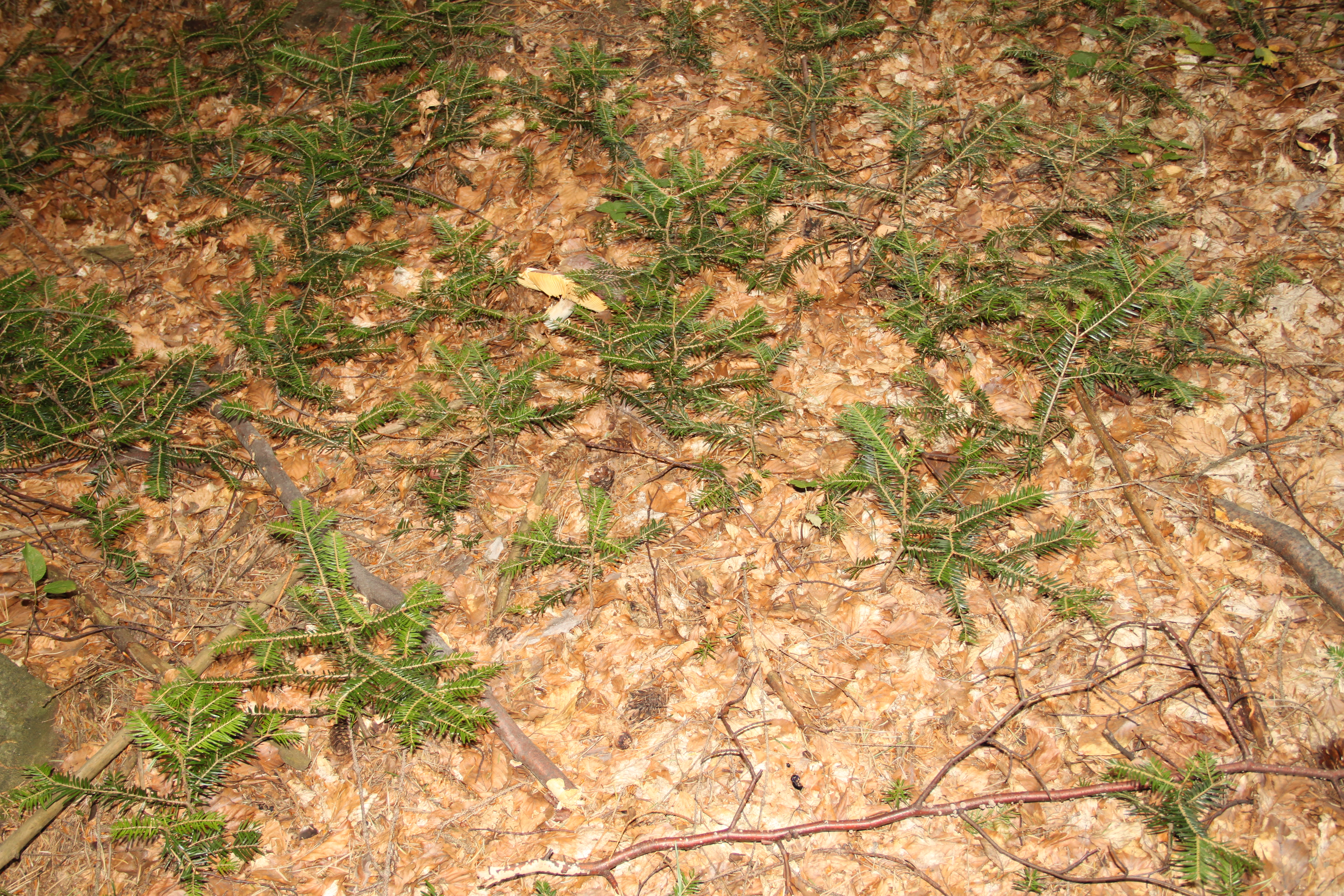
横枝を伸ばし暗い林床に群生するモミ属の実生
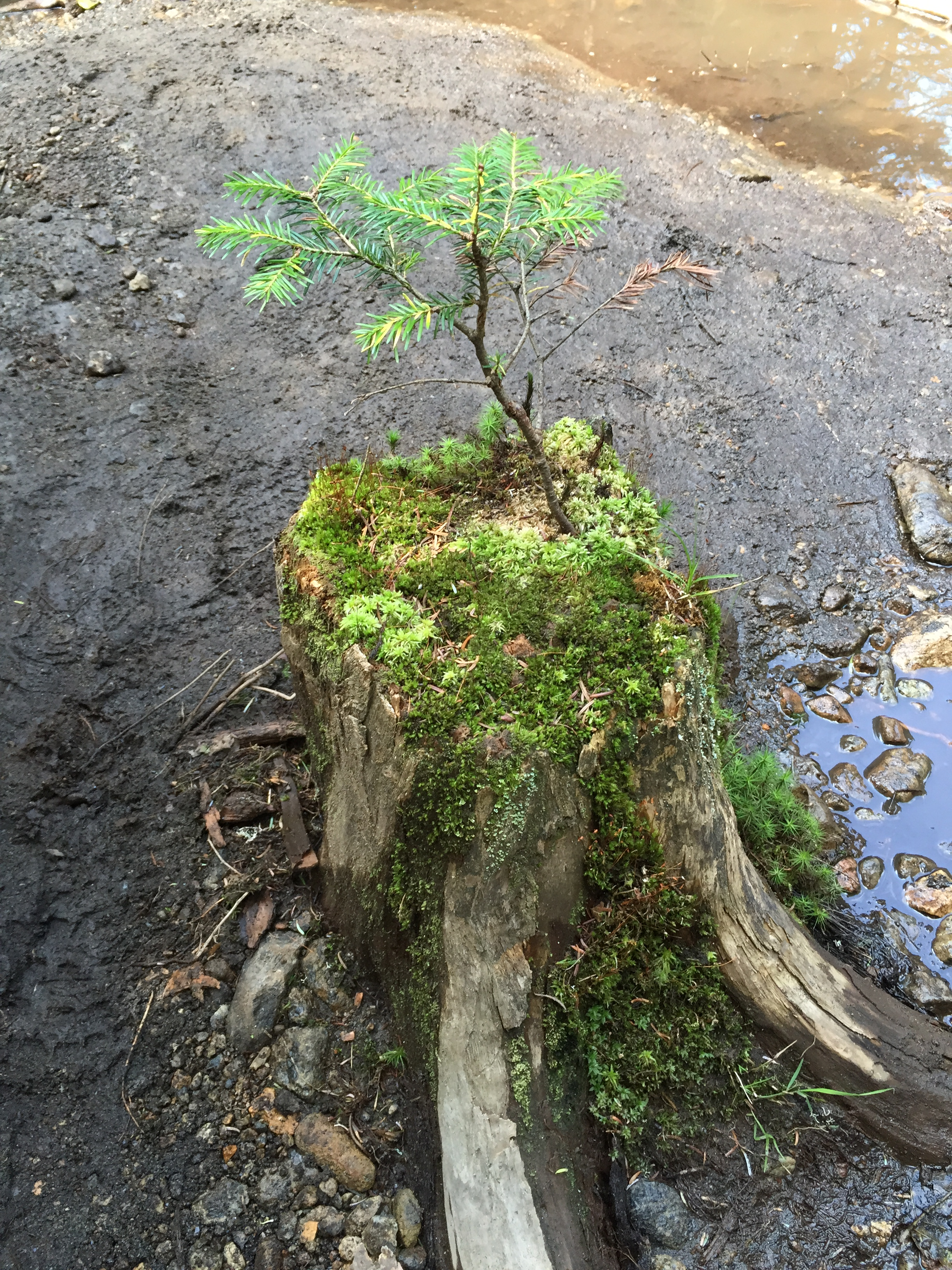
倒木更新したモミ属

## ギャップダイナミクス以外の多様性の考え方
ギャップダイナミクスは主に林内の光環境という非生物的な要因に注目した森林の多様性の考え方であるが、生物的な要因に着目したものもある。有名なジャンゼン・コンネル仮説（Janzen-Connell hypothesis）はある樹木に特異な病原菌がいるから母樹の周りでは同種の稚樹が育たずに他の種が侵入する隙が生じ多様性が維持されるという仮説（特に熱帯雨林の多様性について）である。また、近年は病原菌のみならず菌根も多様性の維持に大きく貢献しているというのが判明しつつあるという